# 華日新
華日新，江西铅山人，清朝政治人物、进士出身。
道光二十四年（1844年）甲辰科進士。咸丰十年闰三月十二，由广西右江道道员升任廣西按察使。咸丰十一年七月二十二（1861年8月27日），升任江苏布政使。